# خانواده جناح
خانواده جناح (اردو: خاندان جناح) خانواده سرمایه‌دار هندی است، که بنیانگذار آن محمد علی جناح بود.